# Stade Mers El Hadjadj
Le Stade Communal de Mers El Hadjadj (en arabe : الملعب البلدي لمرسى الحجاج), est un stade omnisports dont la capacité est de 5 400 places, il est revêtu en gazon artificiel 5e génération. Il se situe à la commune de Mers El Hadjadj dans la wilaya d'Oran.

## Histoire
Le début de construction du stade commence en 2020 dans le cadre de l'organisation de la ville d'Oran des Jeux méditerranéens de 2022. Le stade est inauguré en 2022 en étant l'un des sites utilisés pour le tournoi de football de ces jeux méditerranéens, il a accueilli trois matchs comptants pour la phase de poules.